# ARM Río Tuxpan (BI-12)
L' ARM Río Tuxpan (BI-12) est le premier bâtiment hydrographique exploité par la Marine mexicaine acquis en 2005.

## Historique
Le navire a commencé sa carrière, de 1963 à 1970, à l'U.S. National Geodetic Survey (NGS) sous le nom de USC&GS Whiting (CSS 29). Puis il a été transféré à la NOAA (National Oceanic and Atmospheric Administration comme navire océanographique de 1970 à 2003.

### Construction et mise en service
Whiting a été construit en tant que "Coastal Survey Ship" (CSS) pour la NGS par la Marietta Manufacturing Company à Point Pleasant, en Virginie-Occidentale. Il a été lancé le 20 novembre 1962 et livré en juillet 1963. Le Coast and Geodetic Survey l'a reçu le 8 juillet 1963 lors d'une cérémonie à la Nouvelle-Orléans, en Louisiane comme USC & GS Whiting (CSS 29). Lorsque le Coast and Geodetic Survey et d'autres organismes des États-Unis ont fusionné pour former la NOAA le 3 octobre 1970, Whiting est devenu une partie de la flotte de la NOAA sous le nom de NOAAS Whiting (S 329), à ce jour le seul navire NOAA à porter ce nom.

### Carrière opérationnelle
Whiting  a mené des études hydrographiques et bathymétriques comportant la cartographie marine et la cartographie des océans, principalement le long de la côte est des États-Unis et de la côte du Golfe et au large des Territoires des États-Unis dans les Caraïbes. Il a également imagé des épaves historiques telles que celle du monitor USS Monitor de la marine américaine et a été utilisée pour l’océanographie, la recherche halieutique et les enquêtes sur la sécurité intérieure. Au cours de ses 39 années de carrière, ses opérations l'ont menée du nord du pays jusqu'à Duluth (Minnesota), au sud du Honduras, en Amérique centrale .
Il a participé, avec le NOAAS Rude (S 590), à la recherche de l'épave du Piper PA-32R (en) piloté par John Fitzgerald Kennedy, Jr. disparu en mer le 16 juillet 1999 et retrouvé le 20 juillet. Il a aussi participé à la recherche du Boeing 767 du Vol 990 EgyptAir tombé en mer le 31 octobre 1999 au sud de l'île de Nantucket. En juin 2001 la NOAA l'a envoyé à la recherche de l'épave du sous-marin de l'US Navy USS S-5 (SS-110) (en) qui avait coulé en septembre 1920 au large de Cape May dans le New Jersey.
Whiting a effectué sa dernière croisière au service de la NOAA en 2002, lorsqu'il a été déployé dans les Îles Vierges des États-Unis dans le golfe du Mexique. Il est revenu en novembre 2002, mettant fin à 39 ans de service. N’étant plus rentable, il a été désarmé le 2 mai 2003 et remplacé par le bâtiment hydrographique NOAAS Thomas Jefferson (S 222).

### Service de la marine mexicaine
Après le déclassement du Whiting, le Congrès des États-Unis a autorisé son transfert au Mexique pour appuyer les activités hydrographiques du Comité consultatif de la cartographie entre les États-Unis et le Mexique afin de renforcer la coopération entre les États-Unis et le Mexique pour la cartographie des eaux frontalières des deux pays du golfe du Mexique et de l'océan Pacifique. En conséquence, sous l'autorité du secrétaire au Commerce des États-Unis, Whiting fut transféré au Mexique lors d'une cérémonie à Norfolk en Virginiele 28 avril 2005. Le Mexique la mit immédiatement en service dans la marine mexicaine sous le nom de ARM Río Tuxpan (BI-12), premier navire mexicain destiné aux études hydrographiques. Il porte le nom de la rivière Tuxpan.

## Galerie

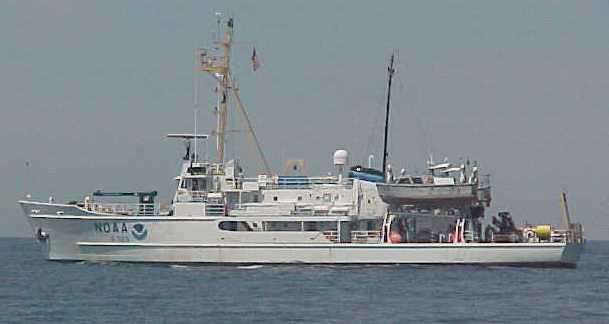
NOAAS Whiting (S 329)
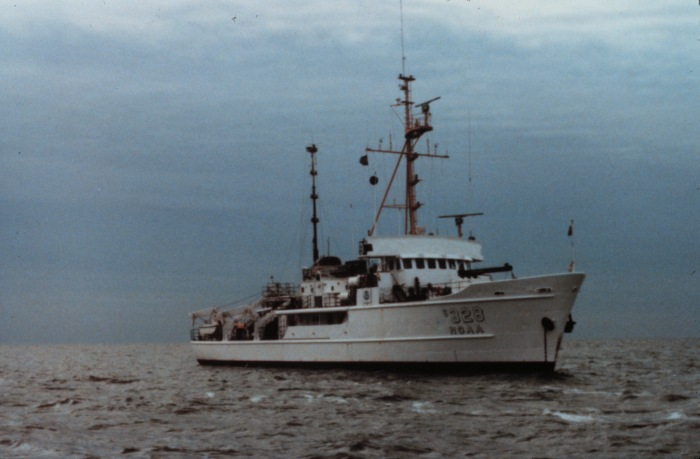
NOAAS Whiting ' S 329)